# Oldřich Lajsek
Oldřich Lajsek (8. února 1925 Křesetice – 2. října 2001 Praha) byl český malíř, designér, grafik a pedagog. Věnoval se volné tvorbě (malba, grafika), užité grafice (plakáty, poutače, propagační katalogy, propagační brožury) a designu. Od roku 1954 byl členem Svazu československých výtvarných umělců. Byl vedoucím uměleckého seskupení Skupina osmi výtvarníků. V roce 1985 se stal nositelem státního vyznamenání Za vynikající práci. Za svůj život vytvořil přibližně 3000 děl, z nichž více než 1800 skončilo v soukromých sbírkách.

## Život
Narodil se 8. února 1925 v Křeseticích poblíž Kutné Hory v rodině obchodníka. V Kutné Hoře vychodil obecnou i měšťanskou školu a v roce 1944 maturoval na tamní Vyšší průmyslové škole strojnické. Potom se aktivně účastnil odboje proti nacistické okupaci v organizaci Pěst, díky čemuž se stal později členem Českého svazu bojovníků za svobodu. Po válce se natrvalo přestěhoval do Prahy, kde rok působil v konstrukční kanceláři, a poté ve Svazu československého průmyslu. Od roku 1946 studoval na Pedagogické fakultě University Karlovy v Praze. Zde se také konečně sblížil s uměleckou tvorbou, zejména díky tamní Katedře výtvarné výchovy a deskriptivní geometrie, kde studoval profesuru. Učit se zde mohl mimo jiné i od slavných profesorů té doby, kterými byli např. Cyril Bouda, Martin Salcman, Karel Lidický či Josef Sejpka. Školu úspěšně dokončil v roce 1950, pak působil jako pedagog. Aprobaci navíc rozšířil ještě o zeměpis. Poté v Praze vystudoval ekonomii, z níž roku 1966 získal inženýrský titul.
Malířství se ze začátku věnoval jen víceméně soukromě. Prosazovat se však začal poměrně rychle – v roce 1953 byl přijat do spolku Štursa, později do Vlasteneckého střediska. Zúčastnil se dokonce i soutěže na úpravu prostoru Národního divadla a Jiráskovské soutěže. Od roku 1954 byl členem Svazu československých výtvarných umělců a o rok později se stal též profesorem na Střední uměleckoprůmyslové škole v Praze. Roku 1960 byl jedním ze zakladatelů Skupiny osmi výtvarníků, v níž působil jako vedoucí. Programem této skupiny bylo zejména pořádání výtvarně výchovných akcí mimo zavedená kulturní střediska, hlavně na vesnicích a v menších městech, a zároveň hledání nových možností pro pořádání výstav. V roce 1985 mu bylo navíc prezidentem republiky propůjčeno státní vyznamenání Za vynikající práci. Zemřel 2. října 2001 v Praze ve věku 76 let. Je pohřben na pražském Vinohradském hřbitově.

## Dílo
Oldřich Lajsek se ve své tvorbě vyznačoval poměrně velkou žánrovou všestranností. Rozsáhlá je např. jeho abstraktní tvorba, realismus nebo květinová zátiší. Surrealistické malbě či sakrálním motivům se už věnoval méně. Bezesporu nejvíce se však prosadil díky krajinomalbě, v níž dokonce patřil mezi nejvýznamnější tvůrce své doby. Maloval olejomalbou, grafikou, temperou i kombinovanou technikou, a to na plátno, dřevěné desky, i na papír. Mimoto se věnoval také užité grafice a designérské práci.

### Krajinomalba
Krajinomalba je nejvýznamnější a nejrozsáhlejší součástí Lajskovy tvorby. Inspiraci čerpal zejména ve Středočeském kraji – hlavně v rodném kutnohorském regionu. Dále maloval krajiny z okolí hory Říp, z Polabí a z Českého středohoří. Četná jsou i díla z pražského prostředí. Zajímavou součástí autorovy tvorby jsou také jeho obrazy ze zahraničních cest, zejména z Řecka, kde mu učarovaly např. architektonické vykopávky v okolí Delf, nebo scenérie z četných cest do Jugoslávie.
Tvorba Oldřicha Lajska je charakteristická díky osobitému uměleckému rukopisu. Typická je zejména pevná výstavba kompozice a zároveň i mírné abstrahování. Všímal si především geologického a tektonického utváření terénu a nalézal vnější vzhledovou charakteristiku i trvalou podstatu, současně se však nebránil ani volnějšímu koncepčnímu, kompozičnímu i rukopisnému rozletu se zřetelem na zákonitosti výtvarného projevu ve spojení rozmyslu, citu, představivosti a zvolené techniky, jež mu dávaly větší příležitost k rozvinutí vlastní fantazie při výtvarné výstavbě obrazu. Kromě svébytného pojetí a podání vlastních citových zážitků byl často ceněn i jeho vyzrálý umělecký profil a schopnost vyjádřit proměnlivou působivost okamžiku i vnitřní duchovní atmosféru. Na rozdíl od jeho abstraktní tvorby v krajinomalbě převažují spíše svěží barvy, jež přispívají k optimističtějšímu dojmu, což v konečném přednesu vede ke spíše poetickému ladění.
Autorovým častým námětem bylo zejména téma čtyř ročních období, neboť mu také velmi imponovala proměna krajiny v průběhu času. Nejznámějším dílem na toto téma je pravděpodobně čtveřice obrazů (Jaro, Léto, Podzim a Zima) z roku 1985.
- Mezi nejznámější díla patří kupříkladu:
  - Hořící Lidice, 1974;
  - Ze stanice metra, 1982;
  - Akropolis, 1983;
  - Červená krajina, 1985;
  - Jaro, Léto, Podzim, Zima (čtveřice obrazů), 1985.

### Abstrakce
Abstraktní malbě se věnoval hlavně v období 60. let. Převládají zde zejména deskové malby tmavých barev namodralých tónů, neurčitých kontur a meditativního ladění, které však mnohdy přecházejí k expresivní dramatičnosti. Najdeme však i četné obrazy, v nichž dominují světlejší odstíny. Díla z umělcova abstraktního období jsou vedle krajinomalby oblíbená zejména v porevoluční době.
- Mezi významná díla patří:
  - Bílá, 1957;
  - Zrcadlo, 1962;
  - Modrá, 1963.

### Ostatní žánry
Mezi rozsáhlejší žánry patří také realismus, pro který se inspiroval např. v pražských ulicích či ve venkovských obcích. Věnoval se též malbě květin a grafice. Autorova surrealistická tvorba je méně rozsáhlá. Často se v ní objevují sakrální motivy či výjevy ze snu. Mimo jiné se také krátce věnoval ikonomalbě. Lidi maloval jen zřídka.
- Významná díla:
  - Realismus
    - Ráno v Praze, 1983.

  - Květy
    - Slunečnice, 1971.

  - Surrealismus
    - Smutek, 1959.

  - Ikonomalba
    - Ukřižování Páně, 1983.

## Významné realizace
- Dílo Oldřicha Lajska zahrnuje také několik významných architektonických či designérských prací:
  - hala Vysoké školy zemědělské v Praze-Suchdole,
  - celkové výtvarné řešení muzea letectví v Praze-Kbelích,
  - hala Ústavu odborného školství v Praze,
  - skleněná stěna v hotelu „Brčálník“ na Šumavě,
  - výtvarné řešení prostor v Kulturním domě v Děčíně,
  - skleněná stěna ve správní budově ČKD Kompresory v Praze,
  - skleněná stěna ve státní vile v Praze-Tróji,
  - výtvarné řešení haly ZPA v Praze-Nuslích,
  - skleněná stěna a výtvarné doplňky v interhotelu Zlatý lev v Liberci,
  - výtvarné doplňky pro svatební síň v Benešově nad Ploučnicí.

## Nejvýznamnější výstavy a další akce
- Účast na výstavách v České republice:
  - 1956 – Kutná Hora;
  - 1957 – Praha;
  - 1958 – Bratislava;
  - 1962 – Praha;
  - 1964 – Praha, Komorní divadlo;
  - 1967 – Praha, projektový ústav, Kostelní ulice;
  - 1972 – Praha, výstavní síň nakladatelství Svoboda, grafika;
  - 1973 – Praha, Ústřední klub školství a vědy, Na Příkopě;
  - 1980 – Praha, Galerie Čs. spisovatel;
  - 1981 – Praha, galerie Díla, Vodičkova ulice;
  - 1983 – Benešov nad Ploučnicí, výstavní síň v zámku;
  - 1984 – Čelákovice, výstavní síň v muzeu;
  - 1985 – Kutná Hora;
  - 1991 – Praha, výstavní síň v ul. 28. října;
  - 2013 – Praha, Senovážné náměstí;
  - 2016 – Kutná Hora, Sankturinovský dům;
  - 2019 – Litoměřice, Hrad Litoměřice
  - Přehlídky výtvarného umění v Jízdárně Pražského hradu, Pražské salóny;
  - Kolektivní výstavy v Galerii Vincence Kramáře;
  - Účast na výstavě Vyznání životu a míru 1985.
- Samostatné výstavy v zahraničí:
  - Lodž, Katovice.
- Účast na společné výstavě v zahraničí:
  - Paříž, výstava grafiků z Prahy 6.
- Vzpomínkové setkání
  - V roce 2025 proběhlo v Dačického domě v Kutné Hoře vzpomínkové setkání při příležitosti 100. výročí od umělcova narození.[4]